# Cotulla
Cotulla is een plaats (city) in de Amerikaanse staat Texas, en valt bestuurlijk gezien onder La Salle County.

## Demografie
Bij de volkstelling in 2000 werd het aantal inwoners vastgesteld op 3614.
In 2006 is het aantal inwoners door het United States Census Bureau geschat op 3628, een stijging van 14 (0,4%).

## Geografie
Volgens het United States Census Bureau beslaat de plaats een oppervlakte van
5,1 km², geheel bestaande uit land. Cotulla ligt op ongeveer 125 m boven zeeniveau.

## Plaatsen in de nabije omgeving
De onderstaande figuur toont nabijgelegen plaatsen in een straal van 40 km rond Cotulla.